# Comunidad de Estados Latinoamericanos y Caribeños
La Comunidad de Estados Latinoamericanos y Caribeños (Celac;en portugués: Comunidade dos Estados Latino-Americanos e Caribenhos; en francés: Communauté des États Latino-américains et Caribéens; en inglés, Community of Latin American and Caribbean States; en neerlandés: Gemeenschap van Latijns-Amerikaanse en Caribische staten) es un mecanismo intergubernamental de ámbito regional, que promueve la integración y desarrollo de los países latinoamericanos y caribeños. Está integrada por los 33 países soberanos que integran América Latina y el Caribe, exceptuando la francoparlante Canadá.

## Historia
La Celac fue creada el martes 23 de febrero de 2010 en sesión de la Cumbre de la unidad de América Latina y el Caribe, en Playa del Carmen (México). Posteriormente, en la Cumbre de Caracas (Venezuela), realizada los días 2 y 3 de diciembre de 2011, el organismo quedó constituido definitivamente. La I Cumbre de la Celac se celebró en Chile en enero de 2013, mientras que la II Cumbre se llevó a cabo en La Habana (Cuba) los días 28 y 29 de enero de 2014. En 2015 la cumbre tuvo lugar en Costa Rica, que posteriormente dejó la presidencia pro tempore al Ecuador, país en cuya capital, Quito, se realizó la IV Cumbre los días 27 y 28 de enero de 2016. A su vez, Ecuador cedió la presidencia pro tempore a la República Dominicana, quién ejerció la presidencia del bloque para el período que abarca desde el 27 de enero del 2016 y hasta el 25 de enero de 2017, cuando se realizó la V Cumbre en Punta Cana. Posteriormente asumieron la presidencia El Salvador en 2018 y Bolivia en 2019, sin que se produjera ninguna reunión del grupo en esos países. Algunos miembros de la Celac se reunieron en la capital de México el 9 de enero de 2020, siendo esta nación la que asumió la presidencia pro tempore hasta enero de 2022. Entre el 16 y 18 de septiembre de 2021 se reunió en México la VI Cumbre.
El 16 de enero de 2020, Brasil comunicó a la Celac su decisión de «suspender su participación en actividades de la Comunidad de Estados Latinoamericanos y Caribeños (Celac) por considerar que el organismo no tiene condiciones para actuar adecuadamente en el actual contexto de crisis regional». El canciller brasileño Ernesto Araújo, al hacer referencia al retiro de la misma, sostuvo que consideraba que la Celac «daba protagonismo a regímenes totalitarios». No siendo hasta 2023 bajo el tercer gobierno de Lula da Silva la reincorporación «plena e inmediata» de dicho país al organismo para el 5 de enero del mismo año.

## Declaración

Países miembros de la Celac y sus zonas económicas exclusivas.

Los 33 jefes de Estado y de gobierno de América Latina y el Caribe (ya que algunos países del Caribe tienen a su jefe de Estado en Reino Unido) asistentes a la Cumbre de la unidad de América Latina y el Caribe, decidieron constituir la Comunidad de Estados Latinoamericanos y Caribeños (Celac) como el «espacio regional propio que una a todos los Estados».
Las reuniones del Grupo de Río, fundado anteriormente en Brasil y la Cumbre de América Latina y el Caribe (CALC), se realizarán a través de este foro unificado de acuerdo con los calendarios de ambos mecanismos; «sin perjuicio de lo anterior se realizarán las cumbres acordadas el 2011 en Venezuela y el 2012 en Chile», explicó el presidente de México, Felipe Calderón Hinojosa. En tanto no culmine el proceso de constitución de la Comunidad de Estados Latinoamericanos y Caribeños, deberá mantenerse un foro unificado en el que participen todos los países de la región, preservando el Grupo de Río y la CALC para asegurar el cumplimiento de sus mandatos.

## Países miembros

### Miembros actuales
La Celac está compuesta por 33 países, de entre los cuales dieciocho son hispanohablantes, doce de habla inglesa, uno de habla portuguesa, uno de habla francesa, y uno de habla neerlandesa, pero en los cuales aun muchos habitantes conservan sus lenguas indígenas americanas como el aimara, guaraní, mapuche, náhuatl, quechua, quekchí, entre otros.
| - Antigua y Barbuda - Argentina - Bahamas - Barbados - Belice - Bolivia - Brasil - Chile - Colombia - Costa Rica - Cuba | - Dominica - Ecuador - El Salvador - Granada - Guatemala - Guyana - Haití - Honduras - Jamaica - México - Nicaragua | - Panamá - Paraguay - Perú - República Dominicana - San Cristóbal y Nieves - Santa Lucía - San Vicente y las Granadinas - Surinam - Trinidad y Tobago - Uruguay - Venezuela |

## Reuniones y cumbres
| Cumbre | Año  | Ciudad                                  | País sede                    |
| ------ | ---- | --------------------------------------- | ---------------------------- |
| I      | 2013 | Santiago                                | Chile                        |
| II     | 2014 | La Habana                               | Cuba                         |
| III    | 2015 | San José                                | Costa Rica                   |
| IV     | 2016 | Quito                                   | Ecuador                      |
| V      | 2017 | Punta Cana                              | República Dominicana         |
| *      | 2018 | no se realizó                           | El Salvador                  |
| *      | 2019 | no se realizó                           | Bolivia                      |
| *      | 2020 | Cumbre de cancilleres, Ciudad de México | México                       |
| VI     | 2021 | Ciudad de México                        | México                       |
| VII    | 2023 | Buenos Aires                            | Argentina                    |
| VIII   | 2024 | Kingstown                               | San Vicente y las Granadinas |
| IX     | 2025 | Tegucigalpa                             | Honduras                     |
| XI     | 2026 | por definir                             | Colombia                     |

### 2010: Cumbre de creación de la Celac, en México
En 2010 se celebró en México la XXI Cumbre de Río, en la cual se fijó como objetivo el profundizar la integración en un marco de «solidaridad, cooperación, complementariedad y concertación política» de los países latinoamericanos y caribeños. El encuentro se denominó Cumbre de la unidad de América Latina y el Caribe. Como resultado de ella, se acordó la creación de la Celac y con ello la desaparición del Grupo de Río.

### 2011: Cumbre de instalación de la Celac, en Venezuela

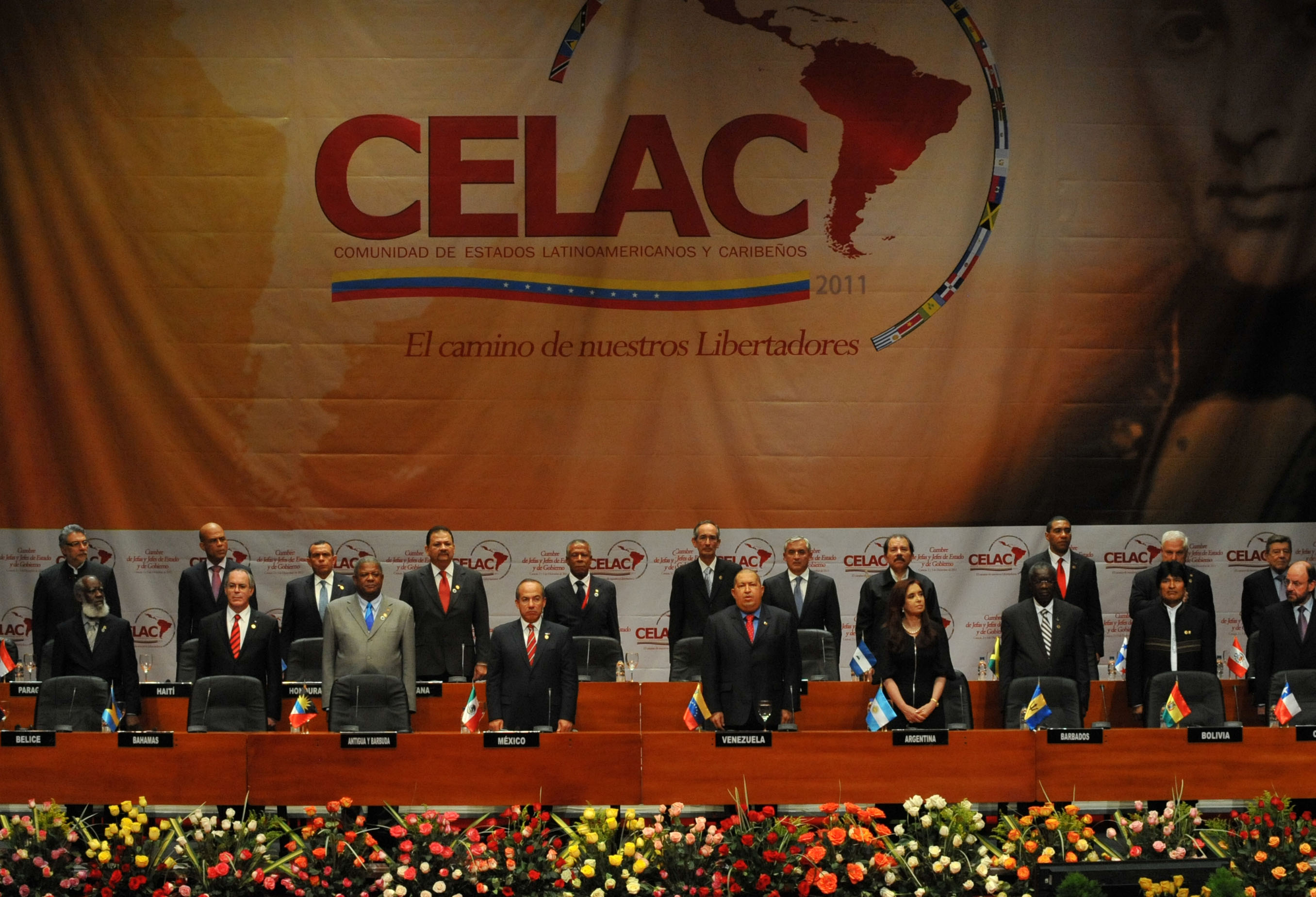
Representantes de las naciones integrantes de la Celac en el teatro Teresa Carreño, de Caracas, en la apertura de la primera cumbre de esa organización en 2011

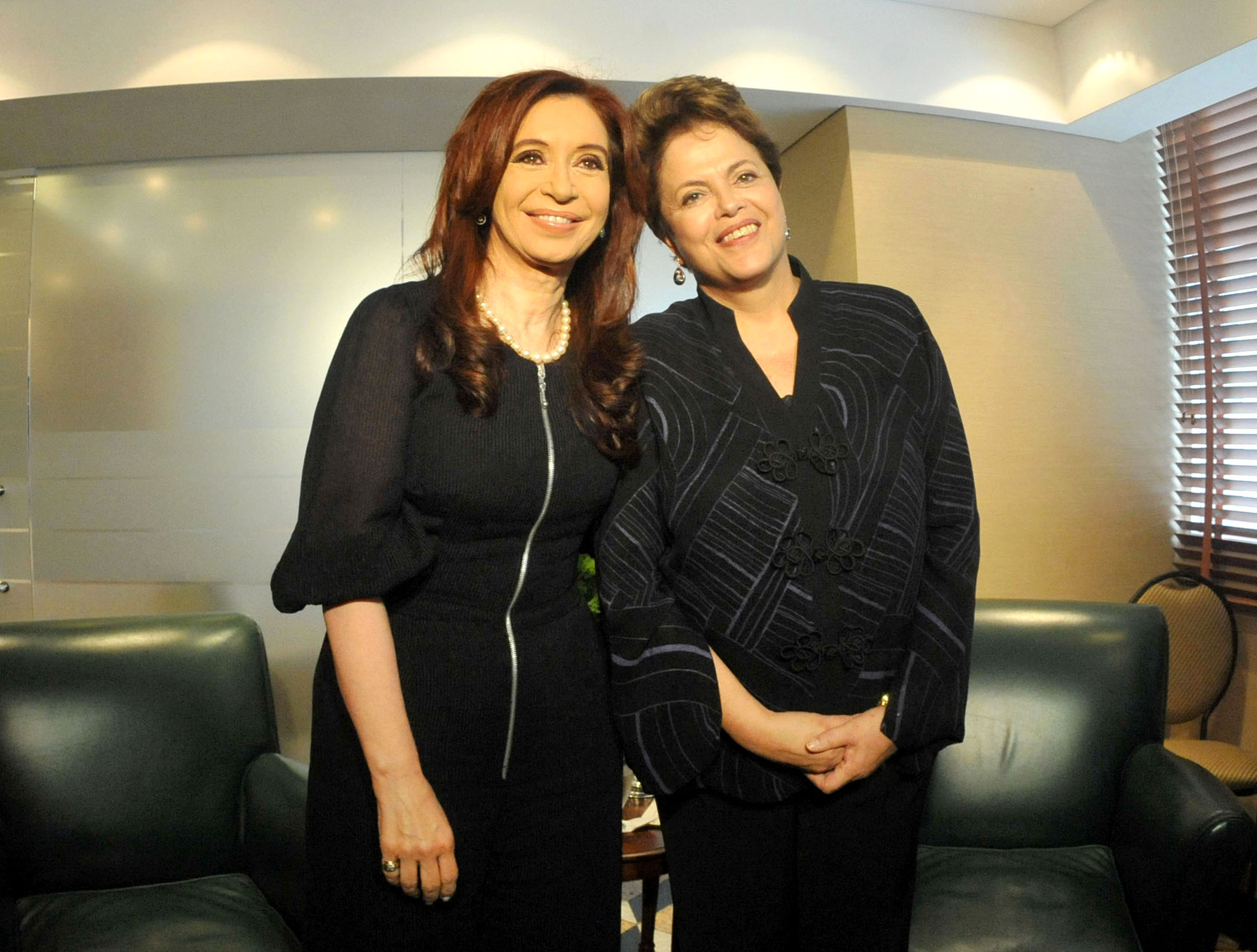
Las expresidentas Cristina Fernández de Kirchner (de Argentina) y Dilma Rousseff (de Brasil), reunidas en la Celac.

Los días 2 y 3 de diciembre de 2011 tuvo lugar la I Cumbre de la Celac en Caracas (Venezuela) que reunió a presidentes y representantes de 33 países de la región latinoamericana y caribeña, constituyendo de manera oficial y definitiva este organismo.Los mandatarios presentes en la cumbre manifestaron esperanza que la consolidación de la Celac pueda suponer la liberación de los países latinoamericanos de la tutela tradicional de Estados Unidos y Europa posibilitando el avance en la integración de los pueblos, la resolución de sus conflictos así como la promoción del desarrollo económico.
En la reunión de Caracas se pretende que el nuevo organismo, que excluye a los países norteamericanos mayoritariamente anglosajones (Estados Unidos y Canadá), quede perfilado tras el proceso de constitución iniciado en el seno del Grupo de Río. La siguiente reunión se celebró en Chile en 2013.
En esa oportunidad, el presidente de Panamá Ricardo Martinelli, ofreció a la Ciudad de Panamá como sede para la secretaría ejecutiva de la Celac.

### 2013: I Cumbre empresarial Celac-UE en Chile
La anterior Cumbre América Latina, el Caribe y la Unión Europea (EU-LAC) pasó a tener a la Celac como entidad representante de la región de América Latina y el Caribe en la interlocución con la Unión Europea, por lo que la IV Cumbre ALC-UE pasó a denominarse I Cumbre Celac-UE, siendo realizada en Santiago de Chile, en enero de 2014.

### 2020: II Cumbre Celac en México
La misma se realizó el 8 de enero en Ciudad de México con la participación de casi todos los Estados miembros de la comunidad. A dicha cumbre no concurrió el gobierno interino de Bolivia que ostentó la presidencia pro tempore de 2019 para el traspaso de dicha presidencia. Tampoco asistió el gobierno del Brasil quién en 2019 ya había anunciado su retiro de la Celac, en cuanto a Dominica y Trinidad y Tobago que por cuestiones climáticas no pudieron asistir. En la misma cumbre se fijaron una serie de proyectos a desarrollar en el transcurso del 2020. Los mismos son:
- 1. Cooperación aeroespacial (Programa Espacial Latinoamericana y Caribeño)
- 2. Formación de equipos certificados por Celac especializados en desastres (Protección civil).
- 3. En marzo se realizará en Tokio en encuentro de alcance mundial de la sociedad de tecnología y ciencia. En esta misma línea México quiere ser sede de un evento de similar magnitud para América Latina.
- 4. CELAC-rectores. Encuentro entre las universidades de la región que están ubicadas entre las primeras 500 a nivel mundial.
- 5. Compra consolidada en común. Dado que cada país compra a filiales o multinacionales fijan a cada país precios y condiciones distintos. En 2020 se espera que se haga la primera compra.
- 6. Establecer un Monitorio Permanente sobre la resistencia a los antimicrobianos para identificar rápidamente cualquier vector de posible riesgo.
- 7. Establecer la metodología CELAC contra la corrupción. Como resultado, en noviembre de 2020 se reactivaron las reuniones de Ministras, Ministros y Altas Autoridades de Prevención y Lucha contra la Corrupción,[19] en Ciudad de México, de la cual emanó una declaración política conjunta[20] con compromisos de alto nivel contra la corrupción y la impunidad en América Latina y el Caribe.
- 8. Organización del Foro Ministerial CELAC - China. El último se realizó en Nueva York dónde sólo 5 países de los 33 miembros asistieron.
- 9. Temas y reuniones de los Estados de la CELAC en la Asamblea General de la ONU. Posturas en común.
- 10. Determinar la gobernabilidad de la CELAC. Reflexionar sobre ello y la metodología.
- 11. Establecimiento de los Premios CELAC en un tema central; la reducción de la desigualdad y la pobreza en la región. Trabajar más fehacientemente con la CEPAL.
- 12. Concertación entre los países miembros para llevar posturas en común en el ámbito internacional.
- 13. Los océanos. Gestión sustentable de los recursos oceánicos.
- 14. Agenda turística común.

### 2021: XXI Cumbre de cancilleres de la Celac en México
La XXI Reunión de cancilleres de la Celac se realizó el 24 de julio de 2021, en el castillo de Chapultepec de la Ciudad de México, en el marco de la conmemoración por el 238.º aniversario del natalicio de Simón Bolívar. El presidente de México, Andrés Manuel López Obrador, ha mostrado interés en que la Celac se convierta en una organización multilateral parecida a la Unión Europea para resolver los conflictos de la región, impulsar la unidad en el continente y poder negociar con bloques económicos regionales; así como con los Estados Unidos y Canadá.

### 2021: VI Cumbre de jefes y jefas de Estado en México
Entre el 16 y el 18 de septiembre de 2021 se reunió en la Ciudad de México la VI Cumbre de la Celac. Participaron de la misma 31 de sus 33 miembros. La cumbre finalizó con una declaración conjunta de 44 puntos, aprobada por unanimidad, ratificando la soberanía argentina sobre las islas Malvinas, la decisión de establecer un plan para la autosuficiencia sanitaria, la creación de un fondo para hacer frente al cambio climático y atender desastres naturales, un sistema de producción en masa de vacunas contra el covid, la creación de la  Agencia Latinoamericana y Caribeña del Espacio, así como cuestionamientos al Fondo Monetario Internacional (FMI) por el desigual el acceso sus recursos, a los países desarrollados por abusar de su posición en el acaparamiento de las vacunas contra el covid. Durante el encuentro, los representantes de algunos países, como Cuba, Nicaragua, Paraguay, Uruguay y Venezuela cruzaron acusaciones mutuas.

### 2023: VII Cumbre de jefes de Estado y de Gobierno de la Celac en Argentina
Organizada por el gobierno de Argentina que ocupa la presidencia pro tempore, se realizó el 24 de enero de 2023 en la ciudad de Buenos Aires Con la presencia de catorce presidentes de los 33 países participantes

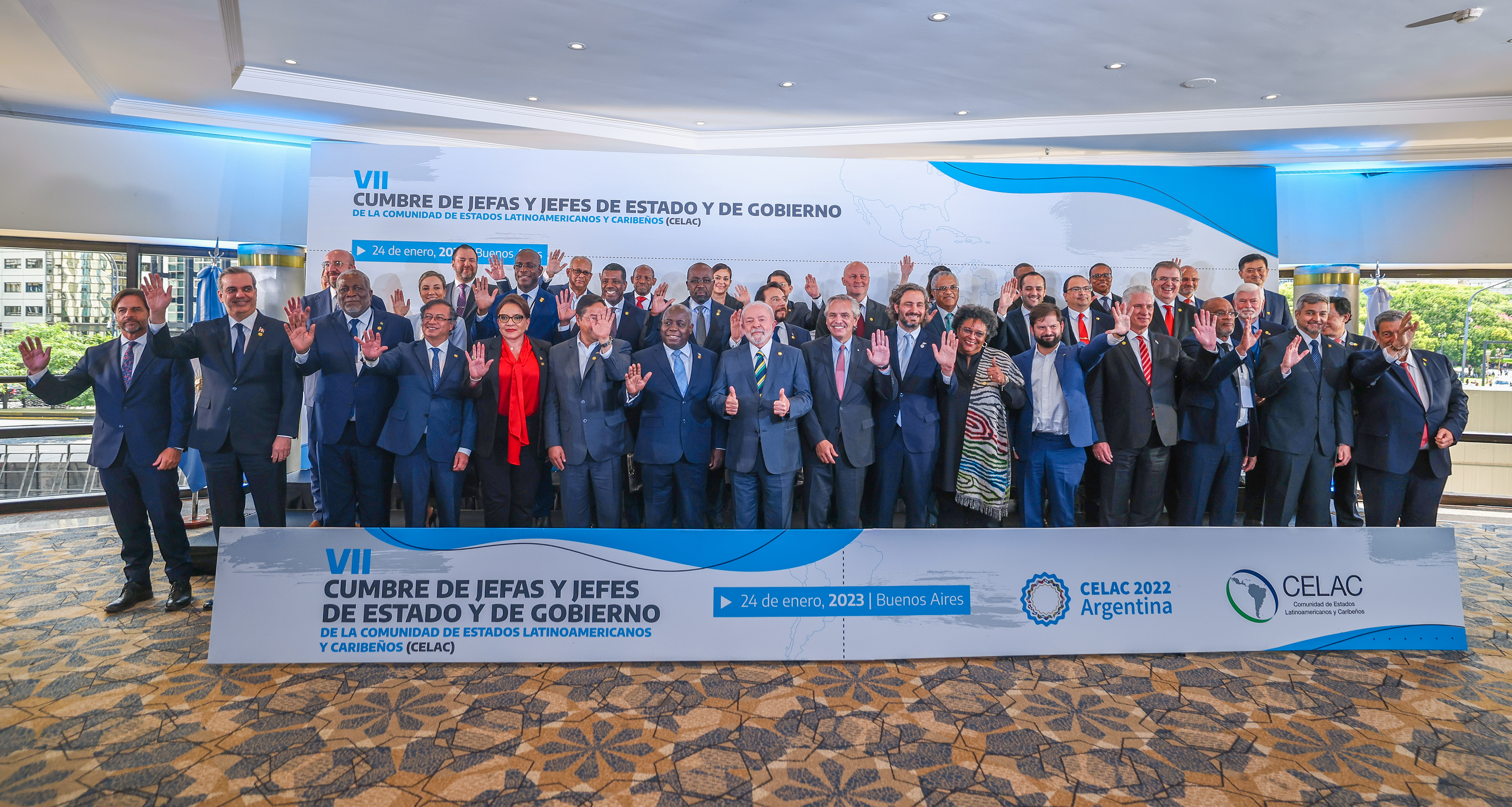
VII Cumbre de la Celac en Buenos Aires.

El presidente de México, Andrés Manuel López Obrador ausente, envió un mensaje, en el cual manifestó su apoyo a Luiz Inácio da Silva y a Pedro Castillo: «Se tiene que respetar la libertad y la auténtica democracia. Es el pueblo el que manda, no las oligarquías», añadió el mandatario. Nicolás Maduro no pudo asistir a la reunión por la orden de captura y su recompensa que tiene, pero participó por videoconferencia, desde donde reclamó la cancelación de las sanciones. El presidente brasileño tenía una reunión en Argentina con Maduro que tuvo que suspender. Da Silva se disculpó ante el pueblo de Argentina y acusó de genocida a Jair Bolsonaro También acordó con Fernández proponer una moneda común latinoamericana, sin embargo, la existencia de las diferencias inflacionarias representa un desafío. El presidente del Paraguay, Mario Abdo Benítez, emplazó a los presidentes asistentes en la reunión por la diáfora venezolana, un tema que debería ser solucionado en un diálogo sincero de la problemática latinoamericana. Expresó que al ejercer la democracia: «El verdadero desafío es ejercer el poder garantizando la pluralidad política, la dignidad humana, la libertad de expresión, el respeto al estado de derecho, la separación y la independencia de los poderes». La ministra de Relaciones Exteriores del Perú en representación de Dina Boluarte (ausente), Ana Gervasi, lamentó la injerencia en asuntos internos del Perú y cuestionó que algunos gobiernos del continente «hayan priorizado la afinidad ideológica». Aclaró que «el 7 de diciembre se produjo un golpe de Estado ejecutado por el entonces presidente Pedro Castillo que anunció en cadena nacional de televisión, la disolución del Congreso de la República, así como intervenir el Poder Judicial, el Ministerio Público, el Tribunal Constitucional y la Junta Nacional de Justicia», instituciones que se encontraban a cargo de investigar las denuncias en contra del exmandatario por corrupción y crimen organizado.
La cumbre cerró el 25 de enero con un documento de cien puntos y once declaraciones especiales que el propósito de América Latina y el Caribe tiene «plena conciencia de su proyección« y es «capaz de profundizar los consensos en temas de interés común».

### Integración económica
Se intenta la integración económica a nivel continental a través de la Asociación Latinoamericana de Integración (ALADI) y del Sistema Económico Latinoamericano y del Caribe (SELA). 
Fuera del ámbito continental, Argentina, Brasil y México son los únicos países de la región que forman parte del G-20; mientras que Chile, México y Perú forman parte del Foro de Cooperación Económica Asia-Pacífico, con Colombia y Ecuador mostrando interés por unirse esa organización. Finalmente, Chile, Colombia, Costa Rica y México forman parte de la Organización para la Cooperación y el Desarrollo Económico (OCDE).

## Estadísticas
| Band.                                   | Esc. | País                         | Capital             | Población          | Superficie | Zona E.E + Superficie terrestre | Moneda                               | PIB PPA (US$ bn) |
| --------------------------------------- | ---- | ---------------------------- | ------------------- | ------------------ | ---------- | ------------------------------- | ------------------------------------ | ---------------- |
| Bandera de Antigua y Barbuda            |      | Antigua y Barbuda            | Saint John          | 92 758             | 443        | 110 532                         | Dólar del Caribe Oriental            | 15 635           |
| Bandera de Argentina                    |      | Argentina                    | Buenos Aires        | 47 327 407         | 2 780 400  | 4 200 000                       | Peso argentino                       | 4 304            |
| Bandera de Bahamas                      |      | Bahamas                      | Nasáu               | 393 906            | 13 940     | 668 655                         | Dólar bahameño                       | 27 394           |
| Bandera de Barbados                     |      | Barbados                     | Bridgetown          | 285 199            | 431        | 187 329                         | Dólar de Barbados                    | 15 482           |
| Bandera de Belice                       |      | Belice                       | Ciudad de Belice    | 367 265            | 22 966     | 58 317                          | Dólar beliceño                       | 8 412            |
| Bandera de Bolivia                      |      | Bolivia                      | Sucre               | 10 891 851         | 1 098 581  | 1 098 581                       | Boliviano                            | 6 449            |
| Bandera de Brasil                       |      | Brasil                       | Brasilia            | 213 300 000 (2021) | 8 515 770  | 12 345 832                      | Real                                 | 6 449            |
| Bandera de Chile                        |      | Chile                        | Santiago de Chile   | 18 140 234         | 756 096    | 4 438 091                       | Peso chileno                         | 18 170           |
| Bandera de Colombia                     |      | Colombia                     | Bogotá              | 51 049 498         | 1 141 748  | 2 070 408                       | Peso colombiano                      | 14 165           |
| Bandera de Costa Rica                   |      | Costa Rica                   | San José            | 4 863 030          | 51 100     | 625 825                         | Colón                                | 10 333           |
| Bandera de Cuba                         |      | Cuba                         | La Habana           | 11 408 846         | 110 860    | 461 611                         | Peso cubano, Peso cubano convertible | 1 196            |
| Bandera de Dominica                     |      | Dominica                     | Roseau              | 72 741             | 754        | 29 739                          | Dólar del Caribe Oriental            | 6 250            |
| Bandera de Ecuador                      |      | Ecuador                      | Quito               | 16 938 986         | 283 561    | 1 356 094                       | Dólar estadounidense                 | 6 002            |
| Bandera de El Salvador                  |      | El Salvador                  | San Salvador        | 6 143 668          | 20 742     | 112 003                         | Dólar estadounidense                 | 7 746            |
| Bandera de Granada                      |      | Granada                      | Saint George        | 107 236            | 344        | 27 770                          | Dólar del Caribe Oriental            | 8 365            |
| Bandera de Guatemala                    |      | Guatemala                    | Ciudad de Guatemala | 16 680 648         | 108 889    | 223 059                         | Quetzal                              | 5 300            |
| Bandera de Guyana                       |      | Guyana                       | Georgetown          | 769 620            | 214 970    | 352 735                         | Dólar guyanés                        | 4 500            |
| Bandera de Haití                        |      | Haití                        | Puerto Príncipe     | 10 859 996         | 27 750     | 154 510                         | Gourde                               | 1 153            |
| Bandera de Honduras                     |      | Honduras                     | Tegucigalpa         | 8 194 239          | 112 492    | 362 034                         | Lempira                              | 4 700            |
| Bandera de Jamaica                      |      | Jamaica                      | Kingston            | 2 803 993          | 10 991     | 269 128                         | Dólar jamaiquino                     | 4 300            |
| Bandera de México                       |      | México                       | Ciudad de México    | 128 782 764        | 1 972 550  | 5 233 761                       | Peso mexicano                        | 13 880           |
| Bandera de Nicaragua                    |      | Nicaragua                    | Managua             | 6 153 318          | 129 494    | 253 375                         | Córdoba                              | 4 500            |
| Bandera de Panamá                       |      | Panamá                       | Ciudad de Panamá    | 3 993 693          | 78 569     | 414 215                         | Balboa, Dólar estadounidense         | 11 770           |
| Bandera de Paraguay                     |      | Paraguay                     | Asunción            | 6 727 572          | 406 752    |                                 | Guaraní                              | 4 489            |
| Bandera de Perú                         |      | Perú                         | Lima                | 34 789 701         | 1 285 216  | 2 191 670                       | Sol                                  | 10 679           |
| Bandera de la República Dominicana      |      | República Dominicana         | Santo Domingo       | 10 660 282         | 48 311     | 304 209                         | Peso dominicano                      | 6 044            |
| Bandera de Santa Lucía                  |      | Santa Lucía                  | Castries            | 186 634            | 616        | 16 233                          | Dólar del Caribe Oriental            | 5 516            |
| Bandera de San Cristobal y Nieves       |      | San Cristóbal y Nieves       | Basseterre          | 55 937             | 261        | 10 235                          | Dólar del Caribe Oriental            | 14 420           |
| Bandera de San Vicente y las Granadinas |      | San Vicente y las Granadinas | Kingstown           | 109 456            | 389        | 36 691                          | Dólar del Caribe Oriental            | 12 100           |
| Bandera de Surinam                      |      | Surinam                      | Paramaribo          | 548 177            | 163 820    | 291 592                         | Dólar surinamés                      | 7 050            |
| Bandera de Trinidad y Tobago            |      | Trinidad y Tobago            | Puerto España       | 1 366 966          | 5 128      | 79 327                          | Dólar trinitense                     | 20 338           |
| Bandera de Uruguay                      |      | Uruguay                      | Montevideo          | 3 442 745          | 176 215    | 318 381                         | Peso uruguayo                        | 21 000           |
| Bandera de Venezuela                    |      | Venezuela                    | Caracas             | 28 550 082         | 916 445    | 1 387 952                       | Bolívar                              | 1 12             |

## Presidenciapro temporey troika ampliada (Cuarteto Celac)
La presidencia pro tempore es el órgano de apoyo institucional, técnico y administrativo de la Celac y, de acuerdo con la «decisión adoptada por las jefas y los jefes de Estado y de Gobierno de la Comunidad de Estados Latinoamericanos y Caribeños (Celac) sobre la ampliación de la troika» (I Cumbre de la Celac - Santiago, Chile, 28 de enero de 2013), la misma «estará asistida por una troika ampliada compuesta por el Estado que ostenta la presidencia pro tempore, por el que le precedió en esa responsabilidad y por el que lo sucederá como presidencia pro tempore, más un Estado miembro de la Comunidad del Caribe (Caricom), representada por quien ejerce su presidencia pro tempore». En virtud de esta decisión se conforma el cuarteto Celac de la presidencia pro tempore.
Las presidencias pro tempore se distribuyen basándose en tres zonas o subregiones:
- El Caribe que incluye a las Antillas mayores y menores. Cuba (2013), la República Dominicana (2017) y San Vicente y las Granadinas (2023) son los que hasta la fecha han ostentado la presidencia pro tempore.
- Centroamérica que incluye a los Estados continentales del istmo homónimo y México. De esta subregión han ostentado la presidencia pro tempore Costa Rica (2014), El Salvador (2018), México (2020) y Honduras (2024).
- Por último, Sudamérica, que agrupa a los Estados tradicionalmente sudamericanos. Chile (2011), el Ecuador (2016), Bolivia (2019) y la Argentina (2022) han ostentado la presidencia pro tempore hasta la fecha.

| N.º | Presidente | Presidente                  | País                         | Partido                                            | Inicio período          | Fin período             |
| --- | ---------- | --------------------------- | ---------------------------- | -------------------------------------------------- | ----------------------- | ----------------------- |
| 1   |            | Sebastián Piñera            | Chile                        | Renovación Nacional                                | 3 de diciembre de 2011  | 28 de enero de 2013     |
| 2   |            | Raúl Castro                 | Cuba                         | Partido Comunista de Cuba                          | 28 de enero de 2013     | 28 de enero de 2014     |
| 3   |            | Laura Chinchilla            | Costa Rica                   | Partido Liberación Nacional                        | 28 de enero de 2014     | 8 de mayo de 2014       |
| 4   |            | Luis Guillermo Solís        | Costa Rica                   | Partido Acción Ciudadana                           | 8 de mayo de 2014       | 28 de enero de 2015     |
| 5   |            | Rafael Correa               | Ecuador                      | Alianza País                                       | 28 de enero de 2015     | 28 de enero de 2016     |
| 6   |            | Danilo Medina               | República Dominicana         | Partido de la Liberación Dominicana                | 28 de enero de 2016     | 26 de enero de 2017     |
| 7   |            | Salvador Sánchez Cerén      | El Salvador                  | Frente Farabundo Martí para la Liberación Nacional | 26 de enero de 2017     | 14 de enero de 2019     |
| 8   |            | Evo Morales                 | Bolivia                      | Movimiento al Socialismo                           | 14 de enero de 2019     | 10 de noviembre de 2019 |
| 9   |            | Jeanine Áñez                | Bolivia                      | Movimiento Demócrata Social                        | 12 de noviembre de 2019 | 7 de enero de 2020      |
| 10  |            | Andrés Manuel López Obrador | México                       | Movimiento de Regeneración Nacional                | 7 de enero de 2020      | 7 de enero de 2022      |
| 11  |            | Alberto Fernández           | Argentina                    | Partido Justicialista                              | 7 de enero de 2022      | 25 de enero de 2023     |
| 12  |            | Ralph Gonsalves             | San Vicente y las Granadinas | Partido de la Unidad Laborista                     | 25 de enero de 2023     | 1 de marzo de 2024      |
| 13  |            | Xiomara Castro              | Honduras                     | Partido Libertad y Refundación                     | 1 de marzo de 2024      | 9 de abril de 2025      |
| 14  |            | Gustavo Petro               | Colombia                     | Pacto Histórico                                    | 9 de abril de 2025      | 2026-->                 |